# HD 186927
HD 186927，又名BD+34 3701，SAO 68810、HR 7530，是一颗恒星，视星等为6.09，位于銀經69.87，銀緯5.17，其B1900.0坐标为赤經19h 42m 7.6s，赤緯+34° 5.17′ 8″。